# Cheilotrichia (Empeda) melanostyla
Cheilotrichia (Empeda) melanostyla is een tweevleugelige uit de familie steltmuggen (Limoniidae). De soort komt voor in het Oriëntaals gebied.